# Linxdatacenter
Linxdatacenter — международная телекоммуникационная компания. Предоставляет облачные решения и сервисы в области хранения данных для бизнеса в собственных дата-центрах в Москве и Санкт-Петербурге, построенных в соответствии со стандартом Tier III, а также на базе партнерских дата-центров в Европе. Третий крупнейший поставщик услуг ЦОД в России.

## История
Компания Linx Telecommunications B.V. (Linxtelecom) была основана в 2000 году в Амстердаме как магистральный оператор связи и поставщик телекоммуникационных решений для бизнеса. С 2001 по 2002 годы компания открывает региональные представительства в России, Эстонии, Польше, Латвии, Литве, Финляндии и Швеции и прокладывает подводный оптоволоконный кабель между Стокгольмом, Таллином и Хельсинки. После приобретения эстонской Norby Telecom в 2003 году в Таллине запускается первый дата-центр компании.
В 2007 году Linxtelecom приобретает российскую компанию WideXS и запускает в Москве второй ЦОД с машинными залами площадью 2000 м2. В 2010 году начинается строительство третьего ЦОД в Варшаве площадью 900 м2, и подразделение компании, занимающееся услугами ЦОД, начинает носить название Linxdatacenter. В 2011 в Санкт-Петербурге открывается новый ЦОД Linxdatacenter, ставший одним из крупнейших дата-центров в России.
С 2012 года Linxdatacenter начинает предоставлять клиентам услуги облачных технологий на базе решений NetApp, Cisco и VMware. Комплексные облачные решения LinxCloud разворачиваются на всех площадках Linxdatacenter к 2013 году.
В 2016 году Linxdatacenter продает телекоммуникационный сегмент бизнеса китайскому концерну CITIC Telecom CPC и концентрируется на консалтинге в сфере ИКТ, услугах colocation и облачных сервисах на базе LinxCloud. В 2018 году Linxdatacenter продает ЦОД в Варшаве EdgeConneX.
В 2021 году собственниками Linxdatacenter становятся Российский фонд прямых инвестиций (РФПИ, суверенный фонд Российской Федерации), АО «ЭР-Телеком Холдинг» (ТМ «Дом.ru» и «Дом.ru Бизнес») и ближневосточный фонд Talos Fund I LP.

## Инфраструктура
Linxdatacenter принадлежат два центра обработки данных в Москве и Санкт-Петербурге общей площадью 13 400 м2. Суммарная проектная мощность составляет 17 МВт. Все ЦОД Linxdatacenter отвечают уровню надежности TIER III и сертифицированы по стандартам ISO 27001, ISO 9001, ISO 22301 и PСI DSS.

## Награды
- DatacenterDynamics Award 2011, номинация «Инновации в мега-дата-центрах»[11].
- RusPrix Award 2013, номинация «За лучшие результаты, достигнутые голландской компанией на российском рынке»[12].
- «Национальная премия ЦОДы.РФ», номинации «Креатив года», «ЦОД года»[13][14].